# Báo cáo Brereton
Báo cáo điều tra về Afghanistan của Tổng thanh tra Lực lượng Quốc phòng Úc thường được gọi là Báo cáo Brereton, là một báo cáo về tội ác chiến tranh của Lực lượng Phòng vệ Úc (ADF) trong Chiến tranh ở Afghanistan từ năm 2005 đến năm 2016. Ủy ban độc lập do Tổng Thanh tra Lực lượng Quốc phòng Úc khởi xướng vào năm 2016 và đã gửi báo cáo cuối cùng vào ngày 6 tháng 11, 2020, công bố công khai phiên bản biên tập lại vào ngày 19 tháng 11, 2020. Báo cáo liệt kê bằng chứng được tìm thấy về 39 vụ giết người trái pháp luật, chủ yếu là thường dân và tù nhân mà vốn dĩ nhân viên ADF che đậy. Báo cáo cho biết 25 nhân viên ADF đã tham gia vào các vụ giết người, bao gồm cả những người liên quan vụ việc. Các vụ giết người trái pháp luật bắt đầu vào năm 2009, hầu hết xảy ra vào năm 2012 và 2013. Cuộc điều tra do Thiếu tướng Paul Brereton dẫn đầu.

## Báo cáo
Báo cáo được chia thành ba phần. Phần một cung cấp cơ sở và bối cảnh của cuộc điều tra, bao gồm cả nguồn gốc của nó. Phần hai là nội dung chính của báo cáo, và nội dung chi tiết 57 sự cố và vấn đề cần lưu ý, đồng thời đưa ra các khuyến nghị liên quan đến từng sự cố và vấn đề đó. Phần ba thảo luận về các vấn đề mang tính hệ thống có thể góp phần vào môi trường mà loại ứng xử cụ thể được nêu chi tiết trong báo cáo có thể diễn ra.:tr. 28 Toàn bộ phần hai được biên tập lại.:tr. 6-8 Không có khả năng các phần được biên tập lại của báo cáo sẽ được tiết lộ cho công chúng. Lý do cho việc biên tập lại là để bảo vệ nhân sự và tránh thành kiến trong các cuộc điều tra và truy tố tội phạm trong tương lai, thông tin được thu thập bị ép buộc không để lộ các vụ khủng khiếp lọt ra ngoài có thể dẫn đến tổn thương tinh thần hoặc phẫn nộ của công chúng.
Sau khi một cáo buộc vào năm 2012 được đưa ra trong báo cáo, cáo buộc này được mô tả là "có thể là tình tiết đáng hổ thẹn nhất trong lịch sử quân sự của Úc". Ngoài 39 người thiệt mạng trong cuộc điều tra, bản báo cáo còn kể chi tiết hai cậu bé 14 tuổi, được các binh sĩ SAS cho là cảm tình viên của Taliban, bị cắt cổ họng trước khi thi thể của cả hai bị ném xuống sông.

## Kết quả

### Bắn giết bừa bãi
Báo cáo đã tìm thấy bằng chứng về hoạt động "Bắn giết bừa bãi" của quân đội Úc, họ mang vũ khí và trang thiết bị không do ADF cấp và sử dụng cho mục đích gieo rắc chết chóc cho dân thường, gây thiệt mạng cho dân thường trong lúc chiến sự diễn ra.:tr. 29 Các vũ khí sau đó được chụp ảnh lại và cùng các bằng chứng khác để lừa dối rằng dân thường là những chiến binh hợp pháp.:tr. 29 Báo cáo suy đoán rằng các vụ bắn giết bừa bãi bắt đầu cho mục đích "ít nghiêm trọng hơn mặc dù vẫn không trung thực" để tránh bị giám sát khi những người bị cáo buộc là quân địch được phát hiện là không hề có vũ khí, quân đội Úc đã che giấu các vụ giết người trái pháp luật một cách có chủ đích.:tr. 29

### Đổ máu
Cuộc điều tra cho thấy những người lính cấp dưới thường bị cấp trên yêu cầu phải giết một tù nhân để có được một vụ giết người đầu tiên, một thực tế được gọi là "đổ máu". Brereton đã mô tả hoạt động này như sau: "Thông thường, một chỉ huy sẽ chỉ định một tù binh và người lính cấp dưới của ông ta, sau đó chỉ đạo giết tù binh".:tr. 29 Sau đó, đặt vụ bắn giết này thành một câu chuyện bịa đặt để che đậy việc giết chóc này. Việc giết các tù nhân chiến tranh bị bắt là một tội ác chiến tranh.

## Phản ứng
Việc phát hành báo cáo đã thu hút sự chú ý của cả nước Úc và quốc tế, cũng như phản ứng tiêu cực từ công chúng. Phản hồi lại báo cáo, Phi đội 2 thuộc Trung đoàn Dịch vụ Không quân Đặc biệt đã bị giải tán, và chính phủ Morrison thành lập Văn phòng Điều tra Đặc biệt mới để điều tra hành vi phạm tội và đề nghị truy tố những cá nhân có liên quan. Bộ trưởng Quốc phòng Úc Linda Reynolds cảm thấy "đổ bệnh" sau khi đọc báo cáo.
Những người ủng hộ người tố giác quân đội David McBride tuyên bố chung chung rằng anh ta "' đã cung cấp cho công chúng những hiểu biết đầu tiên về những vấn đề mà Công lý Brereton đã vạch trần '", đồng thời kêu gọi bác bỏ các cáo buộc chống lại McBride. Người đứng đầu ADF từ chối bình luận về việc có nên bỏ các cáo buộc hay không.